# Mariakapel (Evertsoord, Drie Kooienweg)

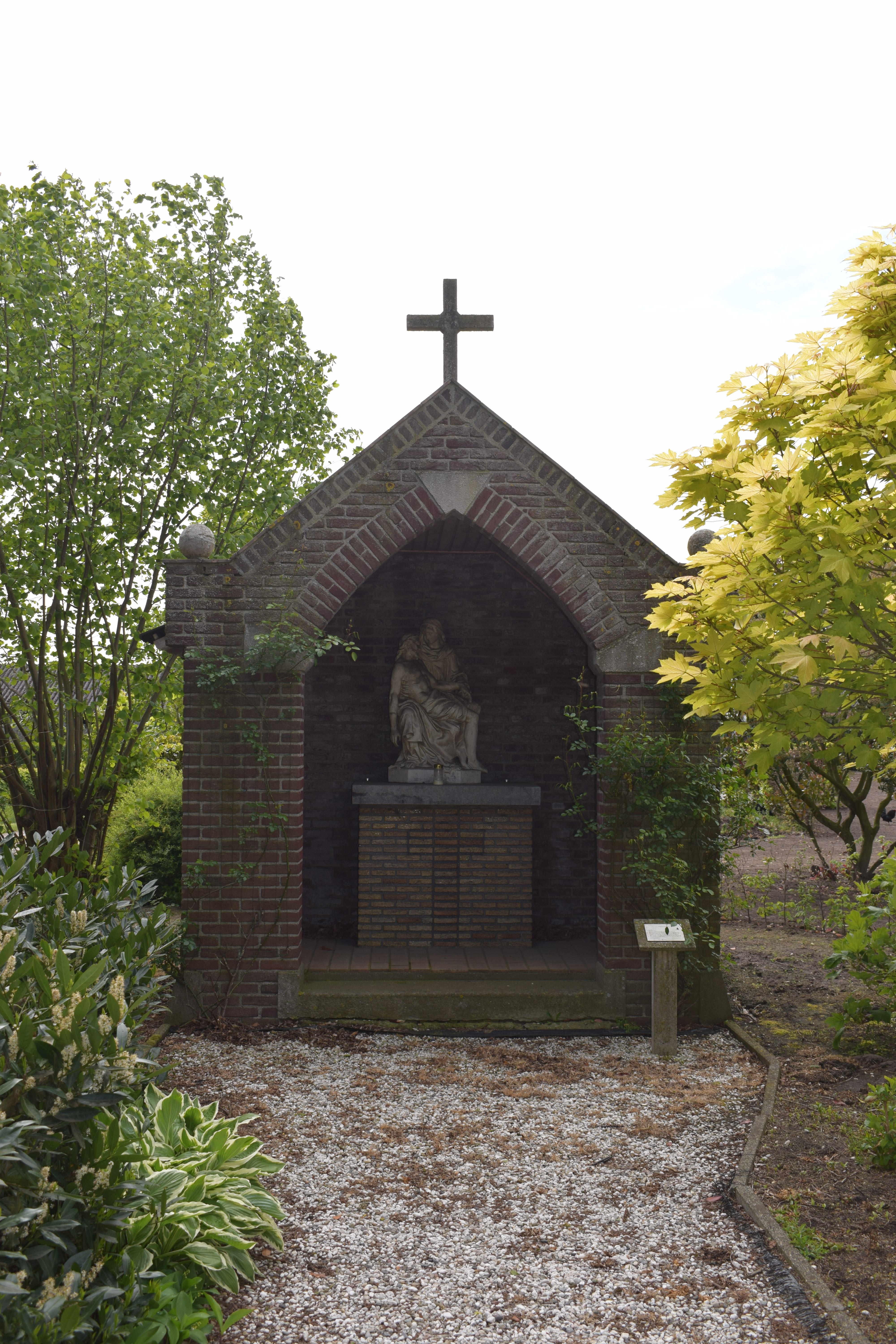
De Mariakapel

De Mariakapel is een kapel in Evertsoord in de Nederlands Noord-Limburgse gemeente Horst aan de Maas. De kapel staat aan de Drie Kooienweg bij nummer 5. Elders in het dorp staat een tweede Mariakapel.
De kapel is gewijd aan Maria.

## Geschiedenis
In 1948 werd de kapel opgericht door M. van de Goor-Geurts.

## Bouwwerk
De in traditionele vorm gebouwde kapel is opgetrokken in baksteen en wordt gedekt door een zadeldak. De frontgevel steekt boven het dak uit en is een topgevel met verbrede aanzet en schouderstukken. Op de top wordt de gevel bekroond met een cementstenen kruis en op de schouderstukken is een bol geplaatst. In de frontgevel bevindt zich de spitsboogvormige toegang waarbij de aanzetstenen en sluitsteen in grijze steen uitgevoerd zijn. 
Van binnen is de kapel uitgevoerd in baksteen en tegen de achterwand is een massief gele bakstenen altaar gemetseld. Op dit altaar staat een kopie van de Pietà van Michelangelo.